# Kup Jugoslavije 2001-2002
La Kup Jugoslavije 2001-2002 (Coppa Jugoslava 2001-2002) fu l'11ª edizione della Kup Jugoslavije e la decima della Repubblica Federale di Jugoslavia.
La coppa fu vinta dalla Stella Rossa che sconfisse in finale il Sartid.

## Squadre partecipanti
Prva liga
- Čukarički Stankom
- Hajduk Kula
- Mladost Apatin
- Obilić
- OFK Belgrado
- Partizan
- Rad Belgrado
- Radnički Kragujevac
- Rudar Pljevlja
- Sartid
- Stella Rossa
- Sutjeska
- Vojvodina
- Železnik
- Zemun
- Zeta

Druga liga
- Borac Čačak
- Budućnost Podgorica
- ČSK Čelarevo
- Dubočica Leskovac
- Mladi Radnik
- Mladost Podgorica
- Napredak Kruševac
- Proleter Zrenjanin
- Radnički Belgrado
- Radnički Klupci
- Radnički Niš
- Radnički Obrenovac
- Šumadija 1903
- Teleoptik

Terza divisione
- AIK Bačka Topola
- Ibar Leposavić

## Sedicesimi di finale
| Squadra 1           | Risultato       | Squadra 2           |
| ------------------- | --------------- | ------------------- |
| 10.10.2001          |                 |                     |
| AIK Bačka Topola    | 0 – 3           | Partizan            |
| Borac Čačak         | 0 – 1           | Obilić              |
| Stella Rossa        | 1 – 0           | Dubočica Leskovac   |
| Čukarički Stankom   | 3 – 1           | Rudar Pljevlja      |
| Hajduk Kula         | 2 – 0           | Radnički Belgrado   |
| Ibar Leposavić      | 0 – 3           | Vojvodina           |
| Mladi Radnik        | 0 – 1           | Rad                 |
| Mladost Podgorica   | 2 – 0           | Napredak            |
| Proleter            | 0 - 2           | OFK Belgrado        |
| Radnički Klupci     | 0 – 0 (5-6 dtr) | Budućnost Podgorica |
| Radnički Kragujevac | 2 – 1           | Radnički Niš        |
| Radnički Obrenovac  | 1 – 0           | Sutjeska            |
| Sartid              | 3 – 0           | ČSK Čelarevo        |
| Teleoptik           | 1 – 1 (1-4 dtr) | Železnik            |
| Zemun               | 2 – 1           | Mladost Apatin      |
| Zeta                | 3 – 0           | Šumadija 1903       |

## Ottavi di finale
| Squadra 1           | Risultato       | Squadra 2           |
| ------------------- | --------------- | ------------------- |
| 24.10.2001          |                 |                     |
| Stella Rossa        | 3 – 0           | Zeta                |
| Vojvodina           | 3 – 0           | Čukarički Stankom   |
| Budućnost Podgorica | 0 – 1           | Železnik            |
| Obilić              | 1 – 1 (4-5 dtr) | Radnički Kragujevac |
| Radnički Obrenovac  | 2 – 0           | Mladost Podgorica   |
| Sartid              | 1 – 0           | Hajduk Kula         |
| Partizan            | 4 – 0           | Rad                 |
| Zemun               | 1 – 4           | OFK Belgrado        |

## Quarti di finale
| Squadra 1           | Risultato       | Squadra 2          |
| ------------------- | --------------- | ------------------ |
| 21.11.2001          |                 |                    |
| Stella Rossa        | 1 – 0           | Radnički Obrenovac |
| Radnički Kragujevac | 0 – 1           | Vojvodina          |
| Sartid              | 0 – 0 (4-2 dtr) | OFK Belgrado       |
| Železnik            | 1 – 1 (4-3 dtr) | Partizan           |

## Semifinali
| Squadra 1  | Risultato       | Squadra 2    |
| ---------- | --------------- | ------------ |
| 08.05.2002 |                 |              |
| Železnik   | 2 – 3           | Sartid       |
| Vojvodina  | 1 - 1 (3-5 dtr) | Stella Rossa |

## Finale
| Squadra 1    | Risultato | Squadra 2 |
| ------------ | --------- | --------- |
| 29.05.2002   |           |           |
| Stella Rossa | 1 – 0     | Sartid    |

| Arbitro: | Miroslav Radoman (Lovćenac) |

| |            | |
| Pjanović 20’ | Marcatori  | |
| Randelović Marković Vidić Vitakić Lalatović Bratić Gvozdenović (70' M. Dudić) Milovanović (89' Jelić) Bošković Pjanović (80' Ilić) Bogavac | Formazioni | Žilić Damjanović Radosavljević (77 Durković) Kizić Paunović Sočanac Bogdanović Vasković Mirosavljević Kekezović (64 Panić) Antunović (46' Zečević) |
| Zoran Filipović | Allenatori | Jovica Škoro |